# توشیاکی تاناکا
توشیاکی تاناکا (انگلیسی: Toshiaki Tanaka؛ ۲۴ فوریهٔ ۱۹۳۵ – ۶ فوریهٔ ۱۹۹۸) یک بازیکن تنیس روی میز اهل ژاپن بود. 
وی در مسابقات کشوری و بین‌المللی در مجموع برنده ۵ مدال طلا، ۲ مدال نقره، ۲ مدال برنز شده‌است.